# International Journal of Cooperative Information Systems
International Journal of Cooperative Information Systems is een internationaal, aan collegiale toetsing onderworpen wetenschappelijk tijdschrift op het gebied van de informatiesystemen. De naam wordt in literatuurverwijzingen meestal afgekort tot Int. J. Cooper. Inform. Syst. Het wordt uitgegeven door World Scientific Publishing Company.